# Los Tigres, Veracruz
Los Tigres är en ort i Mexiko.   Den ligger i kommunen Juan Rodríguez Clara och delstaten Veracruz, i den sydöstra delen av landet, 400 km öster om huvudstaden Mexico City. Los Tigres ligger 188 meter över havet och antalet invånare är 3 425.
Terrängen runt Los Tigres är huvudsakligen platt. Los Tigres ligger uppe på en höjd. Runt Los Tigres är det ganska glesbefolkat, med 39 invånare per kvadratkilometer. Närmaste större samhälle är Juan Rodríguez Clara, 12,7 km norr om Los Tigres. Omgivningarna runt Los Tigres är en mosaik av jordbruksmark och naturlig växtlighet.